# Temporada da DBL de 2020–21
A Temporada da DBL de 2019–20 foi a 61ª edição da competição de elite do basquetebol dos Países Baixos, tendo o Landstede Zwolle como defensor do título neerlandês.A temporada anterior 2019-20 foi cancelada em consequência à Pandemia de COVID-19 em 20 de março de 2020.

## Equipes participantes
Após a queda de patrocinadores em virtude da crise financeira resultante da Pandemia de COVID-19 nos Países Baixos, decidiu-se que a franquia a ser paga pelos clubes para participar da competição deixaria de ser € 300.000, passando a ser € 150.000.
Em 1 de maio de 2020, o Apollo Amsterdam anunciou que não disputaria a temporada por causa das incertezas causadas pela pandemia, sendo assim a DBL anunciou que seguiria a temporada com as oito equipes restantes. Em 5 de agosto a comunidade de Basquetebol de Guéldria anunciou que havia adquirido uma licença. Em 20 de agosto o Apollo Amsterdam anunciou que havia comprado a licença e em 27 de agosto a DBL anunciou a entrada de três novas equipas sendo elas The Hague Royals, Almere Sailors e o BC Gelderland que mais tarde revelou que seu nome de franquia seria Yoast United.
| Clube                       | Cidade           | Arena                  | Capacidade |
| --------------------------- | ---------------- | ---------------------- | ---------- |
| Almere Sailors              | Almere           | Topsportcentrum        | 3 000      |
| Apollo Amsterdam            | Amesterdão       | Apollohal              | 1 500      |
| Aris Leeuwarden             | Leeuwarden       | Kalverdijkje           | 1 700      |
| BAL                         | Weert            | Sporthal Boshoven      | 1 000      |
| Den Helder Suns             | Den Helder       | Sporthal Sportlaan     | 1 000      |
| Donar                       | Groninga         | Martiniplaza           | 4 350      |
| Feyenoord                   | Roterdão         | Topsportcentrum        | 2 500      |
| Heroes Den Bosch Basketball | 's-Hertogenbosch | Maaspoort              | 2 800      |
| Landstede Hammers           | Zwolle           | Landstede Sportcentrum | 1 200      |
| The Hague Royals            | Haia             | Sportcampus Zuiderpark | 3 500      |
| Yoast United                | Bemmel           | De Schaapskooi         | 600        |
| Zorg & Zekerheid Leiden     | Leiden           | Vijf Meihal            | 2 000      |

## Temporada Regular

### Tabela de Classificação
| Pos. | Clube                       | J  | V | D  | Pts. | Pts + | Pts - | Classificação |
| ---- | --------------------------- | -- | - | -- | ---- | ----- | ----- | ------------- |
| 1    | Zorg & Zekerheid Leiden     | 11 | 9 | 2  | 18   | 1.022 | 838   | Elite A       |
| 2    | Donar                       | 11 | 9 | 2  | 18   | 924   | 736   | Elite A       |
| 3    | Landstede Hammers           | 11 | 9 | 2  | 18   | 956   | 783   | Elite A       |
| 4    | Heroes Den Bosch Basketball | 11 | 8 | 3  | 16   | 951   | 836   | Elite A       |
| 5    | Den Helder Suns             | 11 | 7 | 4  | 14   | 939   | 866   | Elite A       |
| 6    | Feyenoord                   | 11 | 7 | 4  | 14   | 890   | 760   | Elite A       |
| 7    | Yoast United                | 11 | 6 | 5  | 12   | 898   | 876   | Elite B       |
| 8    | BAL                         | 11 | 5 | 6  | 10   | 854   | 886   | Elite B       |
| 9    | Apollo Amsterdam            | 11 | 2 | 9  | 4    | 777   | 941   | Elite B       |
| 10   | Aris Leeuwarden             | 11 | 2 | 9  | 4    | 709   | 852   | Elite B       |
| 11   | The Hague Royals            | 11 | 1 | 10 | 2    | 663   | 912   | Elite B       |
| 12   | Almere Sailors              | 11 | 1 | 10 | 2    | 755   | 1.052 | Elite B       |

|  |                            |
|  | Classificados aos playoffs |

### Temporada regular
| Casa\Visitante          | ALM | AMS | ARI | BAL | DEN | DON | FEY | HER | LAN | HAG | YOS | ZZL |
| ----------------------- | --- | --- | --- | --- | --- | --- | --- | --- | --- | --- | --- | --- |
| Almere Sailors          |     |     |     |     |     |     |     |     |     |     |     |     |
| Apollo Amsterdam        |     |     |     |     |     |     |     |     |     |     |     |     |
| Aris Leeuwarden         |     |     |     |     |     |     |     |     |     |     |     |     |
| BAL                     |     |     |     |     |     |     |     |     |     |     |     |     |
| Den Helder Suns         |     |     |     |     |     |     |     |     |     |     |     |     |
| Donar                   |     |     |     |     |     |     |     |     |     |     |     |     |
| Feyenoord               |     |     |     |     |     |     |     |     |     |     |     |     |
| Heroes Den Bosch        |     |     |     |     |     |     |     |     |     |     |     |     |
| Landstede Hammers       |     |     |     |     |     |     |     |     |     |     |     |     |
| The Hague Royals        |     |     |     |     |     |     |     |     |     |     |     |     |
| Yoast United            |     |     |     |     |     |     |     |     |     |     |     |     |
| Zorg & Zekerheid Leiden |     |     |     |     |     |     |     |     |     |     |     |     |

### Segunda fase

#### Elite A
| Pos | Clube                   | J  | V  | D  | P+ | P-    | SP    | Classificação |  | C/V |  |  |  |  |  |  |
| --- | ----------------------- | -- | -- | -- | -- | ----- | ----- | ------------- |  | --- |  |  |  |  |  |  |
| 1   | Zorg & Zekerheid Leiden | 21 | 17 | 4  | 34 | 1.916 | 1.674 | Playoffs      |  |     |  |  |  |  |  |  |
| 2   | Heroes Den Bosch        | 21 | 16 | 5  | 32 | 1.857 | 1.627 | Playoffs      |  |     |  |  |  |  |  |  |
| 3   | Donar                   | 21 | 14 | 7  | 28 | 1.787 | 1.547 | Playoffs      |  |     |  |  |  |  |  |  |
| 4   | Landstede Hammers       | 21 | 13 | 8  | 26 | 1.739 | 1.599 | Playoffs      |  |     |  |  |  |  |  |  |
| 5   | Zeeuw & Zeeuw Feyenoord | 21 | 10 | 11 | 20 | 1.739 | 1.608 | Playoffs      |  |     |  |  |  |  |  |  |
| 6   | Den Helder Suns         | 21 | 9  | 12 | 18 | 1708  | 1828  | Playoffs      |  |     |  |  |  |  |  |  |

#### Elite B
| Pos | Clube            | J  | V  | D  | P+ | P-   | SP   | Classificação |  | C/V |  |  |  |  |  |  |
| --- | ---------------- | -- | -- | -- | -- | ---- | ---- | ------------- |  | --- |  |  |  |  |  |  |
| 1   | Yoast United     | 21 | 16 | 5  | 32 | 1758 | 1564 | Playoffs      |  |     |  |  |  |  |  |  |
| 2   | BAL              | 21 | 12 | 9  | 24 | 1682 | 1586 | Playoffs      |  |     |  |  |  |  |  |  |
| 3   | Apollo Amsterdam | 21 | 6  | 15 | 12 | 1522 | 1701 |               |  |     |  |  |  |  |  |  |
| 4   | The Hague Royals | 21 | 6  | 15 | 12 | 1375 | 1649 |               |  |     |  |  |  |  |  |  |
| 5   | Aris Leeuwarden  | 21 | 4  | 17 | 8  | 1386 | 1629 |               |  |     |  |  |  |  |  |  |
| 6   | Almere Sailors   | 21 | 3  | 18 | 6  | 1503 | 1960 |               |  |     |  |  |  |  |  |  |

### Playoffs

#### Quartas de final
| Time 1                  | Série | Time 2                  | 1º Jogo | 2º Jogo  | 3º Jogo |
| ----------------------- | ----- | ----------------------- | ------- | -------- | ------- |
| Zorg & Zekerheid Leiden | 2 - 0 | BAL                     | 86 - 77 | 97 - 71  | -       |
| Landstede Hammers       | 2 - 0 | Zeeuw & Zeeuw Feyenoord | 97 - 76 | 83 - 82  | -       |
| Heroes Den Bosch        | 2 - 0 | Yoast United            | 91 - 89 | 85 - 70  |         |
| Donar                   | 2 - 0 | Den Helder Suns         | 83 - 75 | 105 - 79 | -       |

#### Semifinal
| Time 1                  | Série | Time 2            | 1º Jogo | 2º Jogo | 3º Jogo |
| ----------------------- | ----- | ----------------- | ------- | ------- | ------- |
| Zorg & Zekerheid Leiden | 2 - 1 | Landstede Hammers | 97 - 87 | 85 - 90 | 91 - 74 |
| Heroes Den Bosch        | 2 - 1 | Donar             | 97 - 76 | 71 - 79 | 82 - 74 |

#### Final
| Time 1                  | Série | Time 2           | 1º Jogo  | 2º Jogo | 3º Jogo | 4º Jogo | 5º Jogo |
| ----------------------- | ----- | ---------------- | -------- | ------- | ------- | ------- | ------- |
| Zorg & Zekerheid Leiden | 3 - 0 | Heroes Den Bosch | 112 - 87 | 89 - 82 | 90 - 74 |         |         |

## Campeões
| DBL 2020-21 Campeões              |
| --------------------------------- |
| Zorg & Zekerheid Leiden 4º Título |